# Festival européen du court métrage de Bordeaux
 (février 2016).
Si vous disposez d'ouvrages ou d'articles de référence ou si vous connaissez des sites web de qualité traitant du thème abordé ici, merci de compléter l'article en donnant les références utiles à sa vérifiabilité et en les liant à la section « Notes et références ».
Le Festival européen du court métrage de Bordeaux est un festival de cinéma consacré aux courts métrages qui a lieu chaque année à Bordeaux. Deuxième festival français de court métrage après celui de Clermont-Ferrand, il se déroule chaque année au printemps depuis 1996. Ce Festival a été créé dans le but de promouvoir un format méconnu du grand public, le court métrage. 

## Historique
Le festival a été créé en 1996 par l'association de cinéma  de Kedge Business School (auparavant Bordeaux école de management), Extérieur Nuit. 
Chaque année, l'association Extérieur nuit reçoit plus de 2000 courts métrages en provenance de toute l'Europe qu'elle visionne afin de présenter une programmation officielle composée d'une trentaine de courts métrages. 
Deux catégories départagent les films : la compétition officielle et la compétition production Aquitaine. La compétition officielle se partage aussi en 2 catégories : fiction et animation. Pour ces deux dernières catégories, trois récompenses sont décernées : le Grand Prix du Jury, le prix du Jury étudiant et le Coup de Cœur du Public. Pour la compétition production Aquitaine, la récompense est décernée par un Jury France 3 Nouvelle-Aquitaine.

## Lieu
Le Festival Européen du Court Métrage de Bordeaux se déroule à l'UGC Ciné Cité Gambetta de Bordeaux. En parallèle, le « Village du Festival » et des séances scolaires à l'UGC Ciné Cité et au CAP Science Bordeaux sont organisées pour promouvoir le Festival Européen du Court Métrage de Bordeaux[réf. souhaitée]. Le festival accueille aussi une soirée de lancement et de clôture pour la remise des prix.

## Organisation du Festival
Plus de 2000 courts métrages sont reçus chaque année en provenance de toute l'Europe par le pôle programmation du Festival. Une trentaine parmi les meilleurs sont ensuite sélectionnés pour concourir dans les différentes catégories de la compétition. 

### Le Grand Prix du Jury
- Meilleur court de fiction (Prix professionnel & Prix étudiant)
- Meilleur court d'animation (Prix professionnel & Prix étudiant)

### Le Prix France 3 Nouvelle-Aquitaine
Nouveauté en 2017, le gagnant de la compétition "Talent Aquitain", compétition de courts métrages réalisés par des habitants de la région, se verra remettre le prix par un Jury France 3 Nouvelle-Aquitaine. 

### Le Coup de cœur du Public
Autre nouveauté depuis 2017, le public décerne son court métrage préféré à la suite des deux soirées de projections.  

## Palmarès

### XXIeédition - 2018
- Grand Prix du Jury catégorie Fiction : Scratch de David Valero et Sacrilège de Christophe M. Saber
- Grand Prix du Jury catégorie Animation : Framed de Marco Jemolo
- Prix du Jury Étudiant catégorie Fiction : Vihta de François Bierry
- Prix du Jury Étudiant catégorie Animation : Négative Space de Max Porter et Ru Kuwahata
- Prix du Public catégorie Fiction : Scratch de David Valero
- Prix du Public catégorie Animation : In love des Frères Lopez
- Prix catégorie Production Aquitaine : Les petites mains de Rémi Allier, Julien Guetta et Gilles Monnat

### XXeédition - 2017
- Grand Prix du Jury catégorie Fiction : Les pigeons ça chient partout de Fred de Loof
- Grand Prix du Jury catégorie Animation : No offense de Kris Borghs
- Prix du Jury Étudiant catégorie Fiction : Braquage Sérénade de Guillaume de Ginestel
- Prix du Jury Étudiant catégorie Animation : Golden Oldies de Daan Velsink et Joost Lieuwma
- Prix du Public catégorie Fiction : Debout Kinshasa ! de Sébastien Maire
- Prix du Public catégorie Fiction :  Noyade interdite de Mélanie Laleu
- Prix du Jury France 3 Nouvelle Aquitaine catégorie Talent Aquitain : Spooked de Gil Gloom et Emma Spook

### XIXeédition - 2016
- Grand Prix du Jury catégorie Fiction : Die Badewanne de Tim Ellrich (Autriche, Allemagne, 2015)
- Grand Prix du Jury catégorie Animation : Splintertime de Rosto A.D. (France, Belgique, Pays-Bas, 2015)
- Grand Prix du Jury catégorie Talent Aquitain : Chamelot de Florian Guilbault, Tristan Meuzeret et Pierre-Alexandre Renou (France, 2015)
- Prix du Jury Étudiant catégorie Fiction : Para Sonia de Sergio Milàn (Espagne, 2015)
- Prix du Jury Étudiant catégorie Animation : Splintertime de Rosto A.D. (France, Belgique, Pays-Bas, 2015)
- Prix du Jury Étudiant catégorie Talent Aquitain : Lloyd Rotten des frères Lopez (France, 2015)
- Prix du Public catégorie Fiction : Ses souffles de Just Philippot (France, 2015)
- Prix du Public catégorie Animation : Splintertime de Rosto A.D. (France, Belgique, Pays-Bas, 2015)
- Prix du Public catégorie Talent Aquitain : Chamelot de Florian Guilbault, Tristan Meuzeret et Pierre-Alexandre Renou (France, 2015)

### XVIIIeédition - 2015
- Grand Prix du Jury catégorie Fiction : Fortune cookies de Frédéric Attard (France, 2014)
- Grand Prix du Jury catégorie Animation : Tempête sur anorak de Paul Cabon (France, 2014)
- Grand Prix du Jury catégorie Talent Aquitain : Princesse de Marie-Sophie Chambon (France, 2014)
- Prix du Jury Étudiant catégorie Fiction : Bye bye mélancolie de Romain Laguna (France, 2014)
- Prix du Jury Étudiant catégorie Animation : Tempête sur anorak de Paul Cabon (France, 2014)
- Prix du Jury Étudiant catégorie Talent Aquitain : Geronimo de Frédéric Bayer Azem (France, 2014)
- Prix du Public catégorie Fiction : J'ai pas envie qu'on se quitte maintenant de Joachim Cohen (France, 2014)
- Prix du Public catégorie Animation : Dip N' dance de Hugo Cierznak (France, 2014)
- Prix du Public catégorie Talent Aquitain : Princesse de Marie-Sophie Chambon (France, 2014)

### XVIIeédition - 2014
- Grand Prix du Jury catégorie Fiction : The Mass of men de Gabriel Gauchet (France, 2013)
- Grand Prix du Jury catégorie Animation :  Duku Spacemarines du collectif La mécanique du Plastique (France, 2013)
- Grand Prix du Jury catégorie Talent Aquitain : Destino de Zangro (France, 2013)
- Prix du Jury Étudiant catégorie Fiction : The Mass of men de Gabriel Gauchet (France, 2013)
- Prix du Jury Étudiant catégorie Animation : Rabbit and Deer de Péter Vacz et Attila Bertoti (Hongrie, 2013)
- Prix du Jury Étudiant catégorie Talent Aquitain : Destino de Zangro (France, 2013)
- Prix du Public catégorie Fiction : La femme de Rio d'Emma Luchini (France, 2013)
- Prix du Public catégorie Animation : Rabbit and deer de Péter Vacz et Attila Bertoti (Hongrie, 2013)
- Prix du Public catégorie Talent Aquitain : Destino de Zangro (France, 2013)

### XVIeédition - 2013
- Grand Prix du Jury catégorie Fiction : As it used to be de Clément Gonzales (France, 2012)
- Grand Prix du Jury catégorie Animation : Edmond était un âne de Franck Dion (France, 2012)
- Grand Prix du Jury catégorie Talent Aquitain : La vida average de Frederick Diot (France, 2012)
- Prix du Public catégorie Fiction : Sevilla de Bram Schouw (Pays-Bas, 2012)
- Prix du Public catégorie Animation : Edmond était un âne de Franck Dion (France, 2012)

### XVeédition - 2012
- Grand Prix du Jury catégorie Fiction : Maybe de Pedro Resende (Portugal, 2012)
- Grand Prix du Jury catégorie Animation : The Gloaming de Nobrain (France, 2010)
- Prix du Public catégorie Fiction : Smile de Matteo Pianezzi (Italie, 2011)
- Prix du Public catégorie Animation : La Détente de Pierre Ducros et Bertrand Bey (France, 2011)